# League of Legends
League of Legends (también conocido por sus siglas LoL) es un videojuego multijugador de arena de batalla en línea desarrollado y publicado por Riot Games. Inspirándose en Defense of the Ancients, un mapa personalizado para Warcraft III, los fundadores de Riot Games buscaron desarrollar un juego independiente del mismo género. Desde su lanzamiento en octubre de 2009, LoL ha sido un juego gratuito y se monetiza a través de la compra de elementos para la personalización de personajes y otros accesorios. El juego está disponible para Microsoft Windows y macOS.
En el juego, dos equipos de cinco jugadores luchan en un combate jugador contra jugador, cada equipo ocupando y defendiendo su mitad del mapa. Cada uno de los diez jugadores controla un personaje, conocido como «campeón», con habilidades únicas y diferentes estilos de juego. Durante una partida, los campeones se vuelven más poderosos acumulando puntos de experiencia y ganando oro que se emplea para la compra de artículos que potencian sus características y habilidades. En el modo principal de juego de LoL, Grieta del invocador, un equipo gana al abrirse paso hasta la base enemiga y destruir su «nexo», una gran estructura ubicada dentro de la cual se emanan tres líneas de súbditos o «minions», personajes no jugadores que al ser eliminados por el equipo enemigo otorgan oro y experiencia.
League of Legends ha recibido críticas generalmente positivas; los críticos destacaron su accesibilidad, diseños de personajes y valor de producción. La larga antigüedad del juego ha resultado en una revaluación crítica, con reseñas con una tendencia positiva; el comportamiento negativo y abusivo de sus jugadores en el juego, criticado desde su lanzamiento, persiste a pesar de los intentos de Riot Games por solucionar el problema. En 2019, LoL alcanzó regularmente un máximo de ocho millones de jugadores simultáneos, y su popularidad ha llevado a vinculaciones como videos musicales, cómics, cuentos y hasta una serie animada de Netflix, Arcane. Su éxito también ha generado varios videojuegos derivados, incluida una versión móvil, un juego de cartas coleccionables digital y un juego de rol por turnos, entre otros. Se está desarrollando un juego de rol multijugador masivo en línea basado en LoL.
Citado regularmente como uno de los deportes electrónicos más populares del mundo, el juego tiene una escena competitiva internacional que consta de doce ligas. Estas ligas locales culminan en el Campeonato Mundial anual de League of Legends. El evento de 2019 registró más de cien millones de espectadores únicos, alcanzando un máximo de cuarenta y cuatro millones de espectadores simultáneos durante la final. Los eventos nacionales e internacionales se han transmitido en sitios web de transmisión en vivo como Twitch, YouTube, Bilibili y en el canal de deportes de televisión por cable ESPN.

## Jugabilidad
League of Legends es un juego de arena de batalla multijugador en línea (MOBA) en el que el jugador controla un personaje («campeón») con un conjunto de habilidades únicas desde una perspectiva isométrica. A julio de 2022 había más de ciento cincuenta campeones disponibles para jugar. En el transcurso de una partida, los campeones ganan niveles al acumular puntos de experiencia (XP) al matar enemigos o personajes no jugadores (NPC) Los elementos se pueden adquirir para aumentar la fuerza de los campeones, y se compran con oro, que los jugadores acumulan pasivamente con el tiempo y ganan activamente al derrotar a los súbditos, campeones o estructuras defensivas del equipo contrario. En los modos principales de juego los artículos se compran a través de un menú de tienda disponible para los participantes únicamente cuando su campeón está en la base del equipo. Cada partida es única, de modo que los niveles y los elementos comprados no se transfieren de una partida a otra.

### Grieta del invocador

Una representación simplificada del modo Grieta del invocador. Los caminos amarillos son los «carriles» por los que marchan los súbditos o minions; los puntos azules y rojos representan torretas. Los inhibidores son las áreas oscuras dentro de cada base y están al lado de cada nexo. La línea negra punteada simboliza el río.

Grieta del invocador es el modo de juego insignia de League of Legends y el más destacado en el juego de nivel profesional. El modo tiene una escala competitiva clasificada; un sistema de emparejamiento determina el nivel de habilidad de un jugador y genera un rango inicial desde el cual puede ascender. Hay nueve niveles; los menos hábiles son hierro, bronce y plata, mientras que los más altos son maestro, gran maestro y retador.
Dos equipos de cinco jugadores compiten para destruir el «nexo» del equipo contrario, que está protegido por los campeones enemigos y las estructuras defensivas conocidas como «torretas». El nexo de cada equipo está ubicado en su base, donde los jugadores comienzan el juego y reaparecen después de cada muerte. Los personajes que no son jugadores, conocidos como súbditos o minions, se generan a partir del nexo de cada equipo y avanzan hacia la base enemiga a lo largo de tres carriles protegidos por torretas: superior (top lane), central (mid) e inferior (bot). La base de cada equipo contiene tres «inhibidores», uno detrás de la tercera torre desde el centro de cada carril. Destruir uno de los inhibidores del equipo enemigo hace que aparezcan súbditos aliados más fuertes en ese carril y permite que el equipo atacante dañe el nexo enemigo y las dos torretas que lo protegen si no son detenidos. Las regiones entre los carriles se conocen colectivamente como la «jungla», que está habitada por «monstruos» que, como súbditos, reaparecen a intervalos regulares de tiempo. Al igual que los súbditos, los monstruos proporcionan oro y puntos de experiencia cuando son asesinados. Otra clase de monstruo más poderosa reside dentro del río que separa la jungla de cada equipo. Estos monstruos requieren que, por lo general, varios jugadores los derroten y otorguen habilidades especiales al equipo que los ejecuta. Por ejemplo, los equipos pueden obtener una poderosa unidad aliada después de matar al Heraldo de la Grieta, aumentos de fuerza permanentes al matar dragones y súbditos más fuertes y duraderos al matar al Barón Nashor.
Las partidas en modo Grieta del invocador pueden durar desde los quince minutos hasta más de una hora. Aunque el juego no impone dónde pueden ir los jugadores, han surgido convenciones a lo largo de la vida útil del juego: normalmente, un jugador va en el carril superior (toplaner), uno en el carril central (midlaner), uno en la jungla (jungler) y dos en el carril inferior (AD Carry y support). Los jugadores en un carril matan a los súbditos para acumular oro y XP (lo que se denomina «farmeo») e intentan evitar que su oponente haga lo mismo. Un quinto campeón, conocido como «jungla», se encarga de ejecutar a los monstruos de la jungla y, cuando es lo suficientemente poderoso, ayuda a sus compañeros de equipo en un carril.

### Otros modos
Además del modo Grieta del invocador, League of Legends tiene otros dos modos de juego permanentes: ARAM y Teamfight Tactics.
ARAM (acrónimo de «All Random, All Mid» o ‘todos aleatorio, todos al centro’) es un modo de cinco contra cinco similar al modo Grieta del invocador, pero en un mapa llamado Abismo de los Lamentos, con solo un carril largo, sin área de jungla y con campeones elegidos al azar para los jugadores. Dado el pequeño tamaño del mapa, los jugadores deben estar atentos para evitar las habilidades enemigas.
Teamfight Tactics es un auto battler lanzado en junio de 2019 y se convirtió en un modo de juego permanente al mes siguiente.Al igual que como otros en su género, los jugadores forman un equipo y luchan para ser el último en pie. Los jugadores no afectan directamente el combate, pero colocan sus unidades en un tablero para que luchen automáticamente contra los oponentes en cada ronda.Teamfight Tactics está disponible para iOS y Android y tiene juego multiplataforma con los clientes de Windows y macOS.
Otros modos de juego se han puesto a disposición temporalmente, generalmente alineados con los eventos del juego. El modo de Fuego Ultra Rápido (Ultra Rapid Fire, URF) estuvo disponible durante dos semanas como una broma del Día de los Inocentes de 2014. En este modo, las habilidades de los campeones no tienen costo de recursos personales, reducen significativamente los tiempos de enfriamiento, aumentan la velocidad de movimiento, reducen la curación y aceleran los ataques. Un año después, en abril de 2015, Riot Games reveló que no habían recuperado el modo porque su diseño desequilibrado provocó «agotamiento» de los jugadores. El desarrollador también dijo que los costos asociados con el mantenimiento y mantener el balance de URF eran demasiado altos. Otros modos temporales incluyen «Uno para todos» (One for all) y «Bombardeo al nexo» (Nexus Blitz). Uno para todos hace que los jugadores elijan un único campeón para que jueguen todos los miembros de su equipo. En Bombardeo al nexo, los jugadores participan en una serie de minijuegos en un mapa comprimido.

### Campeones
Hay seis clasificaciones de los campeones de LoL. Un campeón puede pertenecer a una o más categorías, dependiendo de la línea que decida jugar o el equipo de elementos que adquiera en la tienda:
- Asesinos: Son campeones cuyas habilidades o posibilidades de juego los hacen especiales en la tarea de matar o desestabilizar objetivos con alto valor estratégico. Sus características son la infiltración, el engaño y la movilidad. A julio de 2022, un total de cuarenta y un campeones entraban en esta clasificación.
- Luchadores: Son campeones dedicados al daño a corta distancia y físico, con alta resistencia a recibir daño. A julio de 2022, un total de sesenta y nueve campeones entraban en esta clasificación.
- Magos: Son campeones que por lo general tienen un gran alcance, daño de área y capacidad de control de masas. A julio de 2022, un total de sesenta y dos campeones entraban en esta clasificación.
- Tiradores: Son campeones con bajas defensas pero con posibilidad de realizar ataques a distancias medias o largas para eliminar a los rivales sin ser alcanzados. A julio de 2022, un total de treinta campeones entraban en esta clasificación.
- Soportes (o denominados también Apoyos): Son campeones que refuerzan o apoyan a sus compañeros de equipo con habilidades o bonificaciones de curación, escudos y control de masas. A julio de 2022, un total de treinta y cinco campeones entraban en esta clasificación.
- Tanques: Son campeones de combate cuerpo a cuerpo con capacidad de alcanzar altas cantidades de vida (HP) base para recibir daño constante o masivo por sus grandes defensas. Aplican poco daño físico en la partida, pero posen un gran control de masas. A julio de 2022, un total de cuarenta y cuatro campeones entraban en esta clasificación.

## Desarrollo

### Prelanzamiento

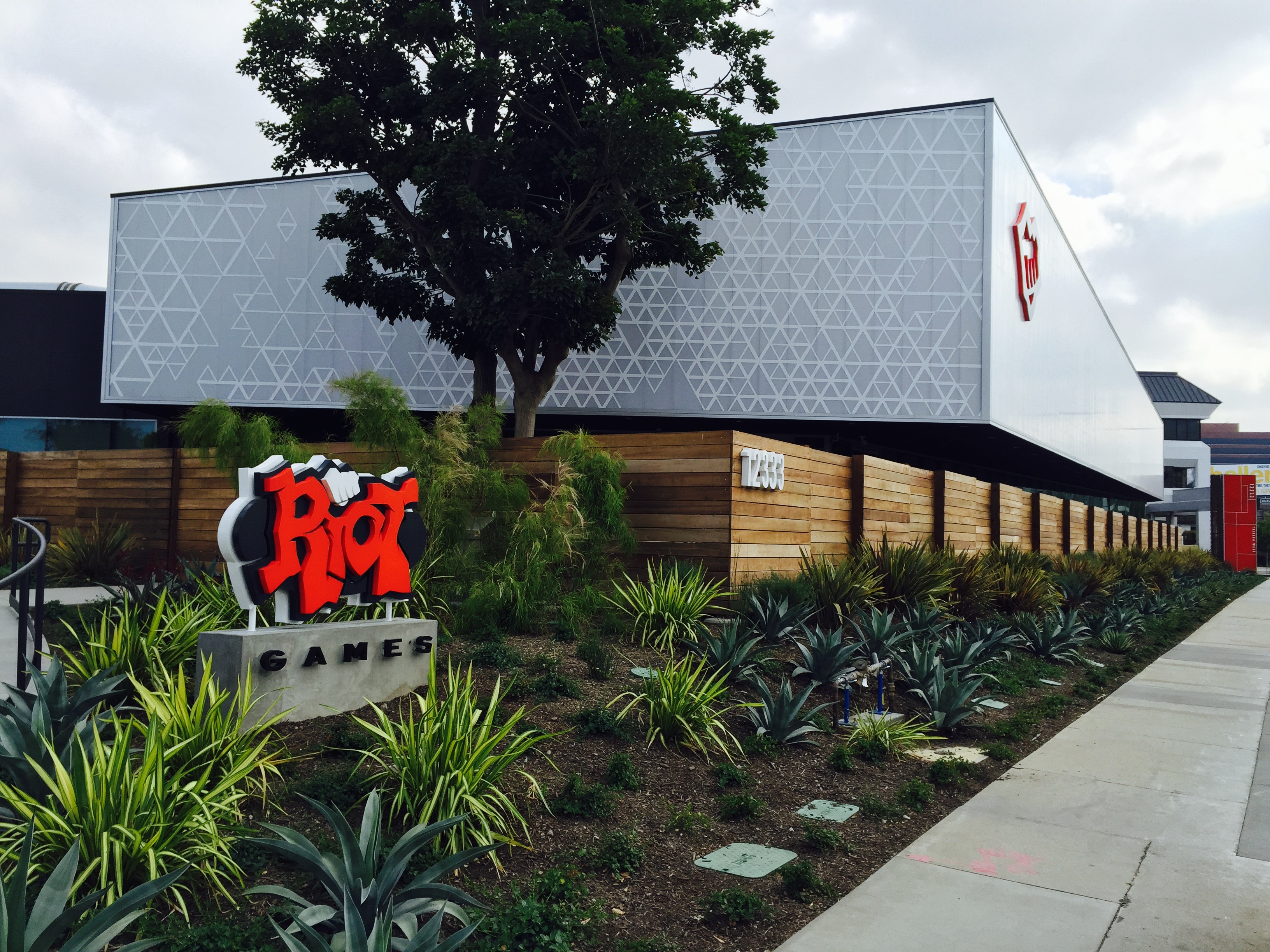
Sede de Riot Games en el oeste de Los Ángeles (2015)

Los fundadores de Riot Games, Brandon Beck y Marc Merill, tuvieron una idea para un sucesor espiritual de Defense of the Ancients, conocido como DotA. Un mod para Warcraft III: Reign of Chaos, DotA, requería que los jugadores compraran Warcraft III e instalaran software personalizado; Brian Crecente del Washington Post dijo que el mod «carecía de un nivel de pulido y, a menudo, era difícil de encontrar y configurar». Phillip Kollar de Polygon señaló que Blizzard Entertainment apoyó a Warcraft III con un paquete de expansión y luego cambió su enfoque a otros proyectos mientras el juego aún tenía jugadores. Beck y Merill buscaron crear un juego que fuera sostenido durante un período significativamente más largo.
Beck y Merill organizaron un torneo DotA para estudiantes de la Universidad del Sur de California, con el objetivo ulterior de reclutamiento. Allí conocieron a Jeff Jew, más tarde productor de League of Legends. Jew estaba muy familiarizado con DotA y pasó gran parte del torneo enseñando a otros a jugar. Beck y Merill lo invitaron a una entrevista y se unió a Riot Games como pasante. Beck y Merill reclutaron a dos figuras involucradas con DotA: Steve Feak, uno de sus diseñadores, y Steve Mescon, que dirigía un sitio web de soporte para ayudar a los jugadores. Feak dijo que el desarrollo inicial fue altamente iterativo, comparándolo con el diseño de DotA.
Una demostración de League of Legends integrado en el motor de juego Warcraft III se completó en cuatro meses y luego se mostró en la Conferencia de Desarrolladores de Juegos de 2007. Allí, Beck y Merill tuvieron poco éxito con los potenciales inversionistas. Los editores estaban confundidos por el modelo comercial gratuito del juego y la falta de un modo para un jugador. El modelo free-to-play no se probó fuera de los mercados asiáticos, por lo que los editores estaban interesados principalmente en un lanzamiento comercial y en la capacidad del juego para una secuela; en 2008, Riot Games llegó a un acuerdo con el holding Tencent para supervisar el lanzamiento del juego en China.
League of Legends se anunció el 7 de octubre de 2008 para Microsoft Windows. La prueba beta cerrada comenzó en abril de 2009. Al lanzamiento de la versión beta, 17 campeones estaban disponibles. Riot Games inicialmente tenía como objetivo enviar el juego con 20 campeones, pero duplicó el número antes del lanzamiento completo del juego en Norteamérica el 27 de octubre de 2009. El nombre completo del juego se anunció como League of Legends: Clash of Fates. Riot Games planeó usar el subtítulo para señalar cuándo habría contenido disponible en el futuro, pero decidió que era una tontería y abandonó la idea antes del lanzamiento.

### Posterior al lanzamiento
League of Legends recibe actualizaciones periódicas en forma de parches. Aunque los juegos anteriores habían utilizado parches para garantizar que ninguna estrategia dominara, los parches de League of Legends hicieron que seguir el ritmo de los cambios del desarrollador fuera una parte central del juego. En 2014, Riot Games estandarizó su cadencia de parches a una vez aproximadamente cada dos o tres semanas.
El equipo de desarrollo incluye cientos de diseñadores y artistas de juegos. En 2016, el equipo de música tenía cuatro compositores a tiempo completo y un equipo de productores que creaban audio para el juego y sus materiales promocionales. Para el año 2022 el juego tenía más de 150 campeones, y Riot Games revisa periódicamente los aspectos y jugabilidad de los campeones más antiguos de la lista. Aunque solo estaba disponible para Microsoft Windows en el lanzamiento, una versión del juego para Mac está disponible desde marzo de 2013.

### Modelo de ingresos
League of Legends utiliza un modelo de negocio gratuito. Se pueden adquirir varias formas de personalización puramente estéticas, por ejemplo atuendos, que cambian la apariencia de los campeones, después de comprar una moneda en el juego llamada Riot Points (RP). Los atuendos tienen cinco niveles de precios principales, que van desde cuatro dólares a veinticinco dólares. Como bienes virtuales, tienen altos márgenes de beneficio. Ha existido un sistema caja de recompensas en el juego desde 2016; estos son «cofres» virtuales que se pueden comprar y contienen artículos estéticos aleatorios. Estos cofres se pueden comprar directamente o adquirir a un ritmo más lento de forma gratuita jugando el juego. La práctica ha sido criticada como una forma de juego. En 2019, el director ejecutivo de Riot Games dijo que esperaba que las cajas de recompensas fueran menos frecuentes en la industria. Riot Games también ha experimentado con otras formas de monetización: en agosto de 2019 anunciaron un sistema de logros que se puede comprar con Riot Points. El sistema fue ampliamente criticado por su alto costo y bajo valor.
En 2014, el analista de Ubisoft, Teut Weidemann, dijo que solo alrededor del 4 % de los jugadores pagaban por elementos estéticos, significativamente menos que el estándar de la industria del 15 al 25 %. Weidemann alegó que el juego solo era rentable debido a su gran base de jugadores. En 2017, el juego tuvo una facturación de 2100 millones de dólares estadounidenses; en 2018, una cifra más baja de 1400 millones de dólares aún lo posicionó como uno de los juegos con mayor recaudación de 2018. En 2019, el número aumentó a 1500 millones de dólares, y nuevamente a 1750 millones de dólares en 2020. Según la revista Inc., los jugadores jugaron colectivamente tres mil millones de horas cada mes en 2016.

### Trama
Antes de 2014, los jugadores existían en el universo como líderes políticos, o «invocadores», al mando de los campeones para luchar en los Campos de la Justicia, por ejemplo, en el modo Grieta del invocador, para evitar una guerra catastrófica. El sociólogo Matt Watson dijo que la trama y el escenario carecían de los temas políticos que se encuentran en otros juegos de rol y se presentaba en términos reduccionistas de «el bien contra el mal». En el desarrollo inicial del juego, Riot Games no contrató escritores y los diseñadores escribieron biografías de personajes de solo un párrafo.
En septiembre de 2014, Riot Games reinició el escenario ficticio del juego, eliminando a los invocadores de la tradición del juego para evitar el «estancamiento creativo». Luke Plunkett escribió para Kotaku que, aunque el cambio molestaría a los fanáticos a largo plazo, era necesario ya que la base de jugadores del juego crecía en tamaño. Poco después del reinicio, Riot Games contrató al escritor de Warhammer, Graham McNeill. Los narradores y artistas de Riot Games crean texto de ambientación, agregando «riqueza» al juego, pero muy poco de esto se ve como parte del juego normal. En cambio, ese trabajo proporciona una base para la expansión de la franquicia a otros medios, como los cómics y los videojuegos derivados. Los Campos de la Justicia fueron reemplazados por un nuevo escenario ficticio: un planeta llamado Runaterra. El escenario tiene elementos de varios géneros, desde el terror lovecraftiano hasta la espada tradicional y la fantasía de hechicería.

## Recepción
League of Legends recibió críticas generalmente favorables en su lanzamiento inicial, según el sitio web de agregador de reseñas, Metacritic. Muchas publicaciones notaron el alto valor de repetición del juego. El crítico de Kotaku, Brian Crecente, admiraba cómo los elementos alteraban los estilos de juego de los campeones. Quintin Smith de Eurogamer estuvo de acuerdo y elogió la cantidad de experimentación que ofrecen los campeones. Comparándolo con Defense of the Ancients, Rick McCormick de GamesRadar+ dijo que jugar League of Legends era «un voto por la elección sobre el refinamiento».
Dados los orígenes del juego, otros revisores compararon con frecuencia aspectos del mismo con DotA. Según GamesRadar+ y GameSpot, League of Legends se sentiría familiar para aquellos que ya habían jugado DotA. El diseño de personajes inventivo del juego y los colores vivos lo distinguen de sus competidores. Smith concluyó su revisión señalando que, aunque no había «mucho espacio para la negatividad», el objetivo de Riot Games de refinar DotA aún no se había cumplido.
Aunque Crecente elogió el modelo gratuito del juego, Ryan Scott de GameSpy criticó la rutina requerida para que los jugadores que no pagan desbloqueen elementos clave del juego, calificándolo de inaceptable en un juego competitivo. Muchos puntos de venta dijeron que el juego estaba subdesarrollado.  Una versión física del juego estaba disponible para su compra en los minoristas; Kevin VanOrd de GameSpot dijo que era una compra desaconsejable porque el valor incluía diez dólares de crédito de la tienda, pero la tienda no estaba disponible. El sitio alemán GameStar señaló que ninguno de los bonos en esa versión estaba disponible hasta que finalizó el período de lanzamiento y se negó a realizar una revisión completa. Steve Butts de IGN comparó el lanzamiento con el mal estado del lanzamiento de CrimeCraft a principios de 2009; indicó que las funciones disponibles durante la versión beta de League of Legends se eliminaron para el lanzamiento, incluso para aquellos que compraron la versión comercial. Los jugadores tardaron innecesariamente en encontrar coincidencias, con largos tiempos de cola, y GameRevolution consignó errores de programación frustrantes.
Algunos revisores abordaron la toxicidad en la historia temprana del juego. Crecente escribió que la comunidad era «insular» y «llorona» cuando perdía. Butts especuló que League of Legends heredó a muchos de los jugadores de DotA, quienes habían desarrollado una reputación de ser «notoriamente hostiles» con los recién llegados.

### Revaloración

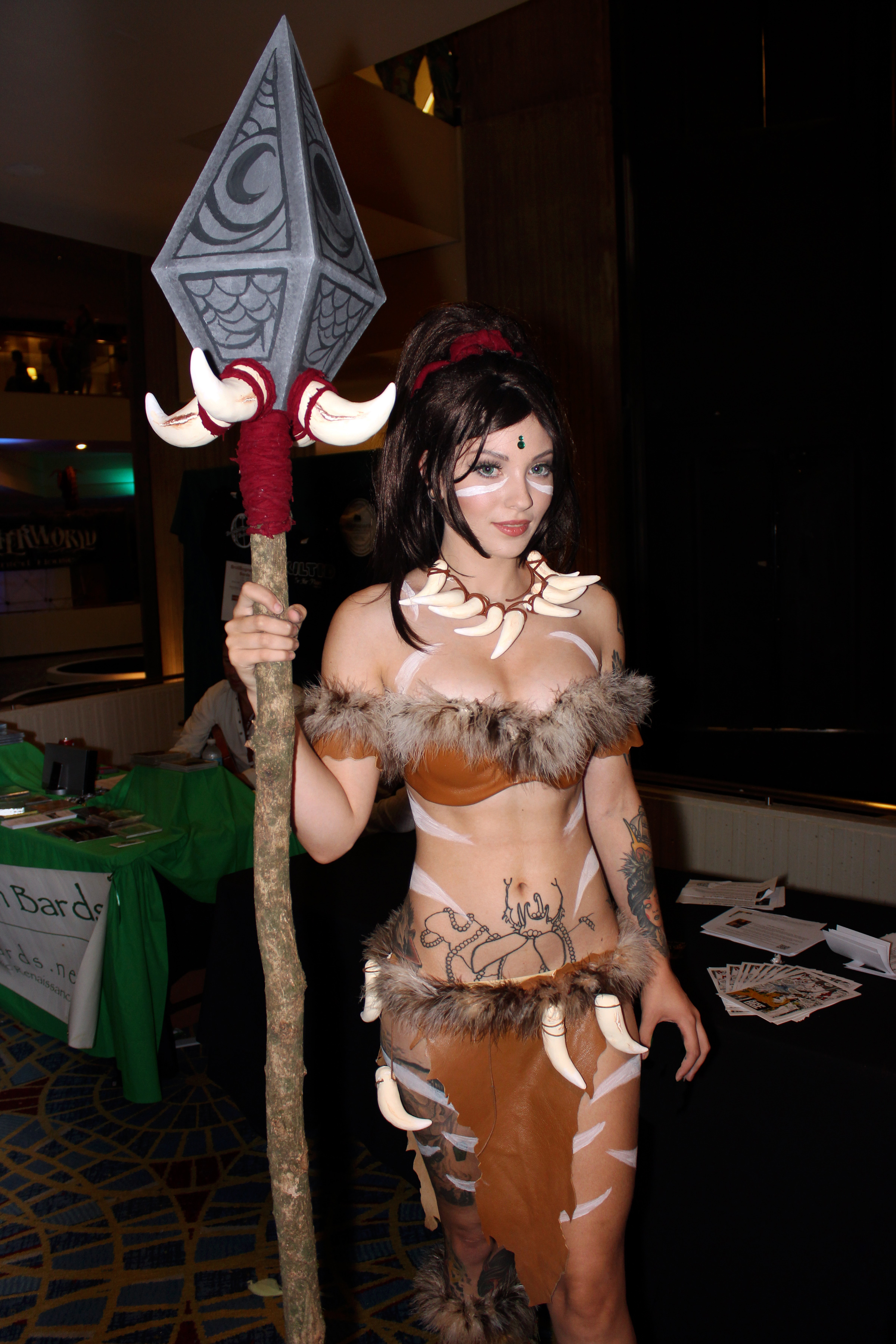
Fan cosplay de la campeona de League of Legends, Nidalee.

Las actualizaciones regulares del juego han resultado en una revaluación por parte de algunos puntos de venta. La segunda revisora de IGN, Leah B. Jackson, explicó que la revisión original del sitio web se había vuelto «obsoleta». Dos publicaciones aumentaron sus puntuaciones originales: GameSpot de 6 a 9, e IGN de 8 a 9.2. Steven Strom de PC Gamer describió la variedad que ofrece la lista de campeones como «fascinante»; Jackson señaló personajes y habilidades «memorables». Aunque los artículos originalmente habían sido elogiados en el lanzamiento por otros medios como Kotaku, la revaluación de Jackson criticó la falta de diversidad y viabilidad de los artículos, y señaló que los artículos recomendados al jugador por la tienda del juego eran esencialmente necesarios debido a su fuerza.
Si bien los revisores estaban satisfechos con la diversa gama de estilos de juego que ofrecen los campeones y sus habilidades, Strom pensó que los personajes femeninos todavía se parecían a los de los «clones cachondos de Clash of Clans» en 2018. Dos años antes de la revisión de Strom, un diseñador de campeones respondió a las críticas de los jugadores de que una campeona joven no era convencionalmente atractiva. Argumentó que limitar a las campeonas femeninas a un tipo de cuerpo era restrictivo y dijo que se habían logrado avances en los lanzamientos recientes de Riot Games.
Persistieron las comparaciones entre el juego y otros del género. Tyler Hicks de GameSpot escribió que los nuevos jugadores aprenderían League of Legends más rápido que DotA y que la eliminación de las habilidades basadas en la aleatoriedad hizo que el juego fuera más competitivo. Jackson describió la tasa de desbloqueo de League of Legends para los campeones como «un modelo de generosidad», pero menos que la secuela de DotA, Dota 2 (2013), producida por Valve, en la que los personajes se desbloquean de forma predeterminada.  Strom dijo que el juego era rápido en comparación con partidas «bostezantes» de Dota 2, pero más lento que los del MOBA «intencionalmente accesible» de Blizzard Entertainment, Heroes of the Storm (2015).

### Elogios
En los primeros Game Developers Choice Awards en 2010, el juego ganó cuatro premios importantes: Mejor tecnología en línea, Diseño de juegos, Nuevo juego en línea y Artes visuales. En los Golden Joystick Awards de 2011 ganó el premio al mejor juego gratuito. La música producida para el juego ganó un premio Shorty, y fue nominada en los Hollywood Music in Media Awards.
League of Legends ha recibido premios por su contribución a los deportes electrónicos. Fue nominado a Mejor juego de deportes electrónicos en The Game Awards en 2017 y 2018, y luego ganó en 2019 y 2020. Los eventos específicos organizados por Riot Games para torneos de eSports han sido reconocidos mediante ceremonias de entrega de premios. También en The Game Awards, Riot Games ganó el premio al Mejor evento de deportes electrónicos por los Campeonatos mundiales de Liga de 2019 y 2020. En la 39.ª edición de los Sports Emmy Awards de 2018, League of Legends ganó el premio al Diseño gráfico en vivo excepcional para el campeonato mundial de 2017. Como parte de los procedimientos previos a la competencia, Riot Games usó tecnología de realidad aumentada para que un dragón generado por computadora volara por el escenario.

## Comportamiento de los jugadores
La base de jugadores de League of Legends tiene una larga reputación de «toxicidad»: comportamiento negativo y abusivo en el juego, con una encuesta realizada por la Liga Anti-Difamación que indica que el 76 % de los jugadores han experimentado en el juego situaciones de acoso. Riot Games reconoció el problema y respondió que solo una pequeña parte de los jugadores del juego son constantemente tóxicos. Según Jeffrey Lin, diseñador principal de sistemas sociales en Riot Games, la mayoría de los comportamientos negativos son cometidos por jugadores que «ocasionalmente se portan mal». Se han implementado varios sistemas importantes para abordar el problema. Una de esas medidas es la funcionalidad básica de informes; los jugadores pueden denunciar a compañeros de equipo u oponentes que violen el código de ética del juego. El chat del juego también es monitoreado por algoritmos que detectan varios tipos de abuso. Uno de los primeros sistemas fue el «Tribunal»: los jugadores que cumplían con ciertos requisitos podían revisar los informes enviados a Riot Games. Si suficientes jugadores determinaran que los mensajes eran una infracción, un sistema automatizado los castigaría. Lin dijo que eliminar la toxicidad era un objetivo poco realista y que el enfoque debería estar en recompensar el buen comportamiento de los jugadores. En ese sentido, Riot Games modificó el «sistema de honor» en 2017, lo que permitió a los jugadores premiar a sus compañeros de equipo con medallas virtuales después de cada partida, por uno de los tres atributos positivos posibles. La adquisición de estas medallas aumenta el «nivel de honor» de un jugador, recompensándolo con cajas de botín gratis con el tiempo.
El sistema de honor ha recibido una actualización significativa para el 2025, enfocándose en recompensar el comportamiento positivo de los jugadores y castigar la toxicidad. Estos son los puntos clave:
Niveles y Restricciones:
- Nivel 1: El chat general, el chat de selección de campeón y el chat posterior a la partida están deshabilitados. Además, no se pueden obtener las recompensas de la división de clasificatorias.
- Nivel 2: El chat general permanece deshabilitado y las recompensas de la división de clasificatorias siguen inaccesibles.
- Nivel 3: Es el nivel "neutral" en el que todos los jugadores comienzan o se reinician. Se recupera el acceso a todos los chats y se comienzan a ganar recompensas de los pases de batalla y de las clasificatorias.
- Nivel 4: Incluye todos los beneficios del Nivel 3, además de una mayor experiencia para los pases de batalla, un emblema de honor en la pantalla de carga y acceso a más pings y gestos.
- Nivel 5: Proporciona los máximos beneficios, como la máxima experiencia para los pases de batalla, un emblema de honor en el chat, una animación de retirada exclusiva y acceso a todos los aspectos de honor, incluyendo los pasados.

Progresión y Recompensas:
- Reinicio: A partir del parche 25.04, todos los jugadores se reiniciaron al Nivel 3, que es la base del nuevo sistema. A diferencia del pasado, el honor ya no se reiniciará anualmente, sino que se mantendrá a lo largo del tiempo, a menos que un jugador tenga un comportamiento negativo.
- Recompensas basadas en el pase de batalla: Las recompensas de honor ahora están ligadas directamente a la progresión del Pase de Batalla, ofreciendo experiencia adicional.
- Importancia de la comunicación: Para mantener los niveles de honor más altos (Nivel 4 y 5), es necesario continuar con comportamientos positivos, como una buena comunicación y coordinación con el equipo. Se ha observado que los jugadores que se limitan a no ser tóxicos, pero no se comunican, tienden a quedarse en el Nivel 3.
- Votos de honor: Todavía se puede honrar a un compañero de equipo, y ahora también se puede honrar a más de un jugador por partida y a los enemigos. Los votos de honor no utilizados se acumulan hasta un máximo de cuatro.

## Servidores
Debido a su alta popularidad, para ayudar a resolver los problemas de alta latencia causados por las largas distancias y evitar problemas con la barrera idiomática, Riot Games aloja varios servidores en distintos idiomas y regiones alrededor del mundo. Actualmente existen 15 servidores oficiales de Riot y 1 de pruebas, llamado PBE (en ingles Public Beta Environment). Todo usuario puede registrarse en el servidor de pruebas para fines experimentales antes de su lanzamiento a sus servidores principales.Estos reciben actualizaciones cada dos semanas, incluyendo mantenimientos en determinadas ocasiones.
Al ser China un país con alta extensión territorial y con alta actividad a nivel casual y competitivo, sus servidores son alojados por su empresa matriz china Tencent, que arroja 29 servidores en total. El usuario puede cambiarse a cualquier servidor en caso de necesitarlo (excepto Corea del Sur, Vietnam, Taiwan, China y Brasil) por medio de la moneda local del juego adquirida en la tienda con dinero real conocida como Riot Points, con un costo de 2600RP.
A continuación se detalla una lista en orden de apertura de los servidores con sus respectivas ubicaciones, exceptuando el sudeste asiático que fue fusionado con demás regiones como Singapur (SG), Tailandia (TH) y FIlipinas (PH).
| Nombre del servidor       | Abreviación | Fecha de lanzamiento     | Idioma(s)                                      | Ubicación                   |
| ------------------------- | ----------- | ------------------------ | ---------------------------------------------- | --------------------------- |
| Norteamérica              | NA (NA1)    | 27 de octubre de 2009    | Inglés                                         | Chicago, Estados Unidos     |
| Europa del oeste          | EUW (EUW1)  | 13 de julio de 2010      | Alemán, español, francés, inglés, italiano     | Ámsterdam, Países Bajos     |
| Europa nórdica y del este | EUNE (EUN1) | 13 de julio de 2010      | Checo, griego, húngaro, inglés, polaco, rumano | Frankfurt, Alemania         |
| República de Corea        | KR (KR)     | 12 de diciembre de 2011  | Coreano                                        | Seúl, Corea del Sur         |
| Brasil                    | BR (BR1)    | 13 de septiembre de 2012 | Portugués                                      | São Paulo, Brasil           |
| Turquía                   | TR (TR1)    | 27 de septiembre de 2012 | Turco                                          | Estambul, Turquía           |
| Rusia                     | RU (RU1)    | 17 de abril de 2013      | Ruso                                           | Múnich, Alemania            |
| Latinoamérica Norte       | LAN (LA1)   | 3 de junio de 2013       | Español                                        | Miami, Estados Unidos       |
| Latinoamérica Sur         | LAS (LA2)   | 3 de junio de 2013       | Español                                        | Santiago, Chile             |
| Oceanía                   | OCE (OCE1)  | 28 de junio de 2013      | Inglés británico                               | Sídney, Australia           |
| Japón                     | JP (JP1)    | 15 de marzo de 2016      | Japonés                                        | Tokio, Japón                |
| Taiwán, Hong Kong y Macao | TW (TW2)    | 6 de enero de 2023       | Chino mandarín, inglés                         | Taipei, República de China  |
| Sudeste asiático          | SEA (SEA)   | 9 de enero de 2025       | Filipino, chino mandarín, tailandés            | Singapur, Singapur          |
| Medio Oriente             | ME (ME1)    | 26 de junio de 2024      | Árabe                                          | Manama, Baréin              |
| Public Beta Environment   | PBE (PBE1)  | 27 de octubre de 2009    | Todos los anteriores                           | Los Ángeles, Estados Unidos |

## LoLen los deportes electrónicos

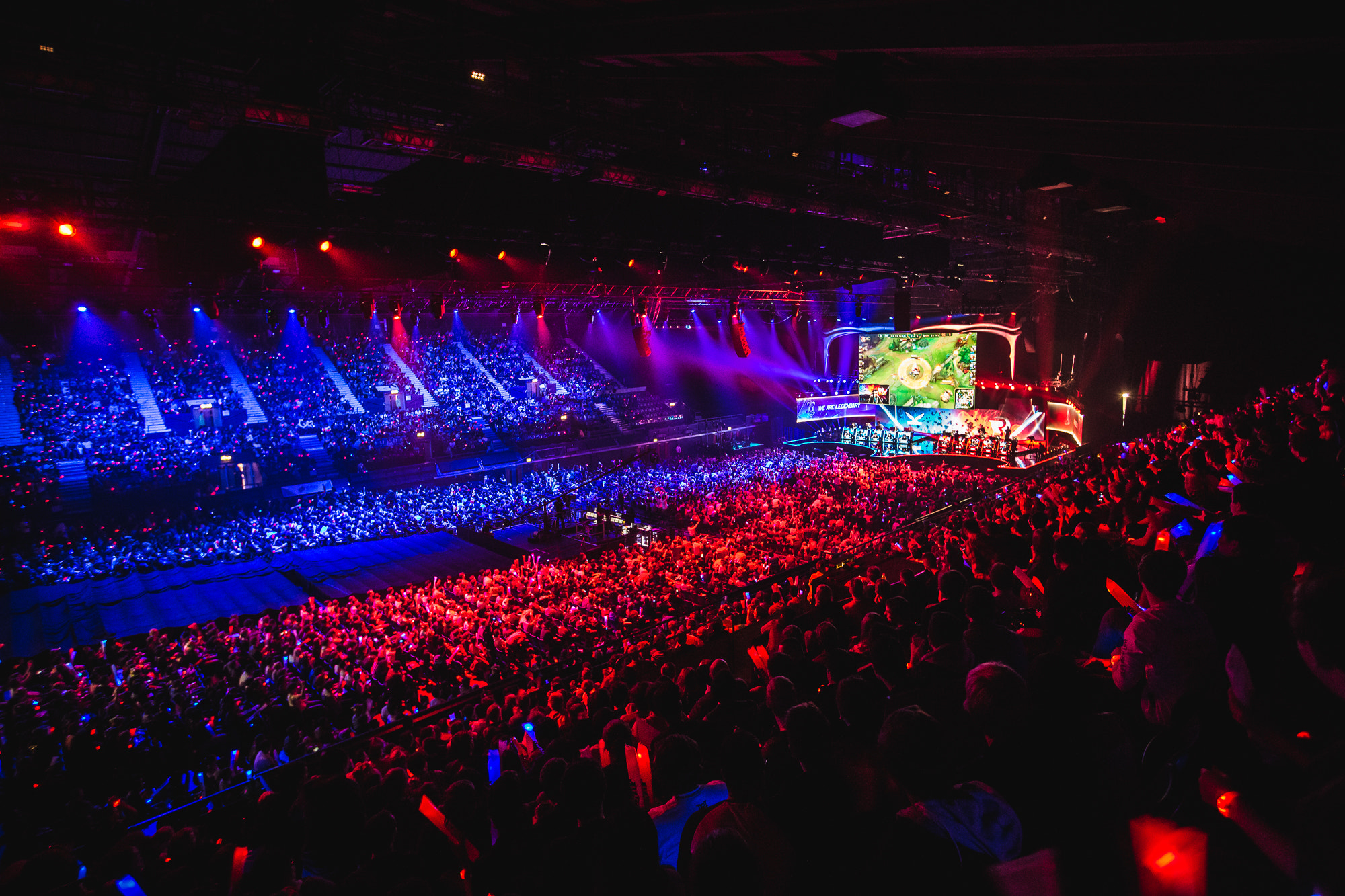
La final del Campeonato Mundial de League of Legends 2015 en Berlín.

League of Legends es uno de los deportes electrónicos más grandes del mundo, descrito por The New York Times como su «principal atracción». La audiencia en línea y la asistencia en persona a los eventos de deportes electrónicos del juego superaron a los de la Asociación Nacional de Baloncesto, la Serie Mundial y la Copa Stanley en 2016. Para las finales del Campeonato Mundial de League of Legends de 2019 y 2020, Riot Games reportó 44 y 45 millones de espectadores concurrentes respectivamente. Harvard Business Review dijo que League of Legends personificó el nacimiento de la industria de los deportes electrónicos.
A partir de abril de 2021, Riot Games opera doce ligas regionales a nivel internacional, cuatro de las cuales (China, Europa, Corea del Sur y América del Norte) tienen sistemas de franquicia. En 2017, este sistema estaba compuesto por 109 equipos y 545 jugadores. Los partidos de la liga generalmente se transmiten en vivo en plataformas como Twitch y YouTube. La empresa vende los derechos de transmisión del juego; el desempate de la liga norteamericana se transmite por televisión por cable a través de la red deportiva ESPN. En China, los derechos para transmitir eventos internacionales como el Campeonato Mundial y el Mid-Season Invitational se vendieron a Bilibili en el otoño de 2020 por un contrato de tres años por valor de 113 millones de dólares, mientras que los derechos de transmisión exclusivos para las ligas nacionales y regionales son propiedad de Huya Live. Los jugadores profesionales mejor pagados del juego han obtenido salarios de más de un millón de dólares, tres veces más que los jugadores mejor pagados de Overwatch. La escena ha atraído la inversión de empresarios que de otro modo no estarían asociados con los deportes electrónicos, como el jugador de baloncesto retirado Rick Fox, quien fundó su propio equipo. En 2020, la plaza de su equipo en la liga norteamericana se vendió a la organización Evil Geniuses por treinta y tres millones de dólares.

## Spin-offs y otros medios

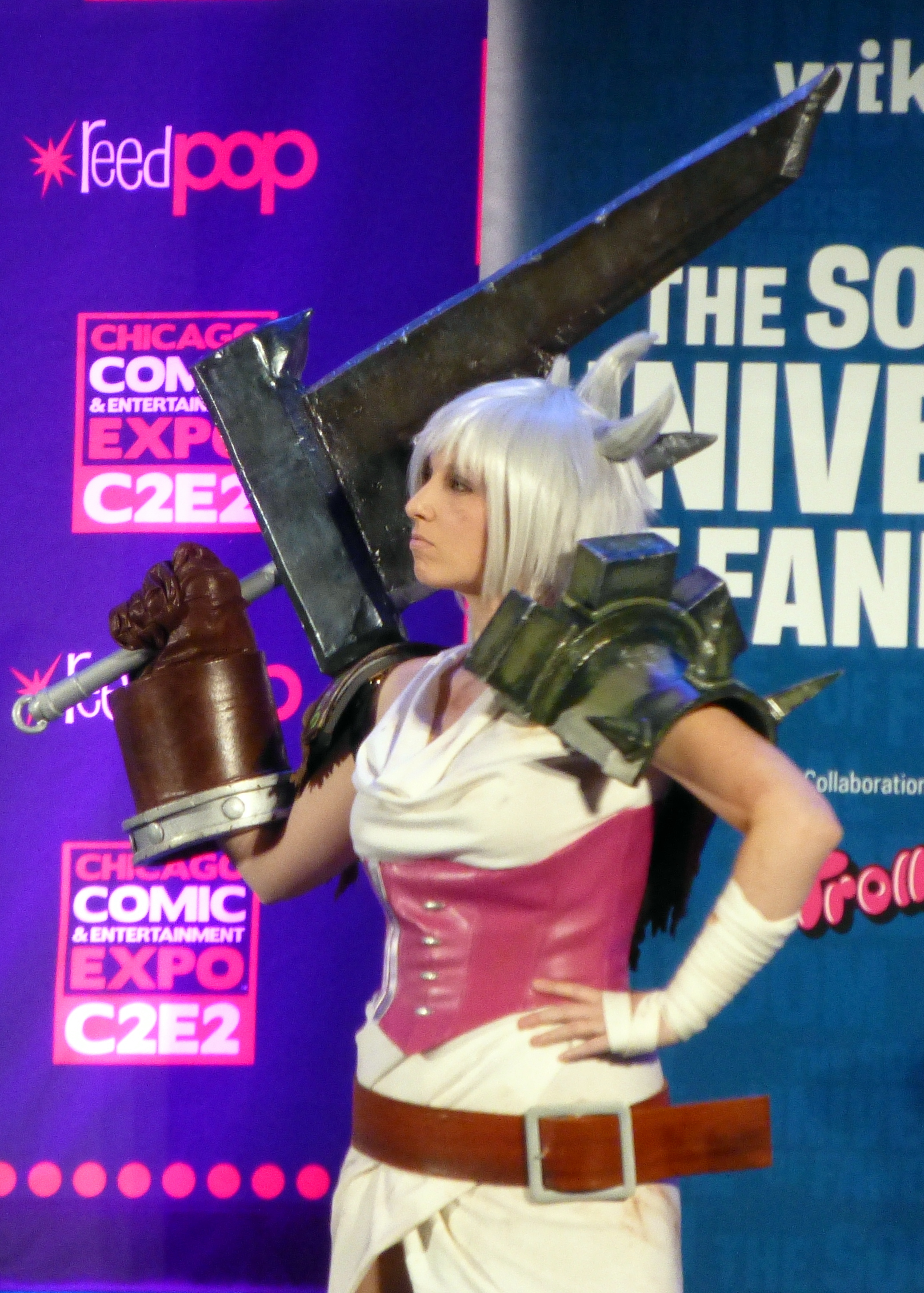
Anime Expo 2016: cosplayer de Riven, una de los campeones de la línea superior

### Juegos
Para el décimo aniversario de League of Legends en 2019, Riot Games anunció varios juegos en varias etapas de producción que estaban directamente relacionados con la propiedad intelectual de League of Legends. Se anunció una versión independiente de Teamfight Tactics para los sistemas operativos móviles iOS y Android en el evento y se lanzó en marzo de 2020. El juego tiene un juego multiplataforma con los clientes de Windows y macOS. Legends of Runeterra, un juego de cartas coleccionables digital gratuito, lanzado en abril de 2020 para Microsoft Windows; el juego cuenta con personajes de League of Legends. League of Legends: Wild Rift es una versión del juego para sistemas operativos móviles Android, iOS y consolas. En lugar de portar el juego de League of Legends, los modelos de personajes y entornos de Wild Rift se reconstruyeron por completo. Un juego de rol por turnos para un solo jugador, Ruined King: A League of Legends Story, se lanzó en 2021 para PlayStation 4, PlayStation 5, Xbox One, Xbox Series X/S, Nintendo Switch y Windows. Fue el primer título lanzado bajo el brazo editorial de Riot Games, Riot Forge, en el que estudios que no son de Riot Games desarrollan juegos usando personajes de League of Legends. En diciembre de 2020, Greg Street, vicepresidente de propiedad intelectual y entretenimiento de Riot Games, anunció que se estaba desarrollando un juego de rol en línea multijugador masivo basado en el juego. Song of Nunu: A League of Legends Story, un juego de aventuras en tercera persona que gira en torno a la búsqueda del campeón Nunu de su madre, con la ayuda del yeti Willump, se anunció para un lanzamiento planificado en 2022. Está siendo desarrollado por Tequila Works, los creadores de Rime.

### Música
La primera incursión de Riot Games en la música fue en 2014 con la banda virtual de heavy metal, Pentakill, promocionando una línea de aspectos del mismo nombre. Pentakill está compuesto por siete campeones, y su música fue compuesta principalmente por el equipo de música interno de Riot Games, pero contó con cameos del baterista de Mötley Crüe, Tommy Lee; y Danny Lohner, exmiembro de la banda de rock industrial Nine Inch Nails. Su segundo álbum, Grasp of the Undying, alcanzó el número 1 en las listas de metal de iTunes en 2017.
A Pentakill le siguió K/DA, un grupo femenino virtual de K-pop compuesto por cuatro campeonas. Al igual que con Pentakill, K/DA es material promocional para una línea de aspectos del mismo nombre. El sencillo debut del grupo, «Pop/Stars», que se estrenó en el Campeonato Mundial de League of Legends de 2018, obtuvo más de cuatrocientos millones de visitas en YouTube y despertó un gran interés entre las personas que no están familiarizadas con League of Legends. Después de una pausa de dos años, Riot Games lanzó un segundo sencillo de K/DA en agosto de 2020.
En 2019, Riot Games creó un grupo de hip hop virtual llamado True Damage, con los campeones Akali, Yasuo, Qiyana, Senna y Ekko. Los vocalistas, Keke Palmer, Thutmose, Becky G, Duckwrth y Soyeon, interpretaron una versión en vivo de la canción debut del grupo, «Giants», durante la ceremonia de apertura del Campeonato Mundial de League of Legends 2019, junto con versiones holográficas de sus personajes. Los artículos estéticos del juego promocionados por el video musical presentaban una colaboración con la casa de moda Louis Vuitton.

### Historietas
Riot Games anunció una colaboración con Marvel Comics en 2018. Riot Games había experimentado previamente con la publicación de cómics a través de su sitio web. Shannon Liao de The Verge señaló que los cómics eran «una rara oportunidad para Riot Games de mostrar sus años de tradición que a menudo ha aparecido como una ocurrencia tardía». El primer cómic fue League of Legends: Ashe—Warmother, que debutó en 2018, seguido de League of Legends: Lux ese mismo año. En 2019 se lanzó una versión impresa de este último En 2019, se lanzó una serie de cómics de Zed.

### Serie animada
En un video publicado para celebrar el décimo aniversario de League of Legends, Riot Games anunció una serie de televisión animada, Arcane, la primera producción de la compañía para televisión. Arcane fue un esfuerzo de colaboración entre Riot Games y el estudio de animación Fortiche Production. En una entrevista con The Hollywood Reporter, el jefe de desarrollo creativo Greg Street dijo que la serie «no es un espectáculo alegre. Hay algunos temas serios que exploramos allí, por lo que no queremos que los niños sintonicen y esperen algo que no es». La serie está ambientada en la ciudad utópica de Piltover y su ciudad hermana subterránea y oprimida, Zaun. La serie estaba programada para estrenarse en 2020, pero se retrasó debido a la pandemia de COVID-19. El 6 de noviembre de 2021, Arcane se estrenó en Netflix luego del Campeonato Mundial de League of Legends de 2021, y estuvo disponible a través de Tencent Video en China. La serie recibió elogios de la crítica tras su lanzamiento, con Rafael Motomayor de IGN preguntando retóricamente si la serie marcó el final de la «maldición de la adaptación de videojuegos». Está protagonizada por Hailee Steinfeld como Vi, Ella Purnell como Jinx, Kevin Alejandro como Jayce y Katie Leung como Caitlyn. La segunda temporada se estrenó en 2024.